# Неджат Даці
Неджат Даці (алб. Nexhat Daci; нар. 26 липня 1944) — косовський політик, спікер Асамблеї Косова від 2001 року, в.о. президента Косова від 21 січня до 11 лютого 2006 року після смерті Ібрагіма Ругови. 2006 року був усунутий від посади спікера у зв'язку з боротьбою всередині Демократичної ліги Косова (ДЛК). Є членом Асамблеї Косова та лідером Демократичної ліги Дарданії, яку він заснував після його невдалої спроби стати лідером ДЛК.

## Освіта
- 1962–1966 — Белградський університет, хімічний факультет, диплом в області хімії;
- 1966–1968 — Белградський університет, магістратура, магістр наук;
- 1969–1973 — Університет Загреба, дослідження для докторської, PhD з хімії;
- 1971 — Школа англійської мови, Фолкстон, Велика Британія;
- 1972 — Магістратура, Льєж, Бельгія;
- 1973 — проект Hydro, Брно, Чехословаччина;
- 1974–1975 — Університет Бредфорда, Велика Британія, після аспірантури.

Дачі говорить англійською, сербською, хорватською, німецькою (пасивно), а також його рідною албанською мовами.
Академік і член Академії наук і мистецтв Косова.

## Громадська діяльність
- 1985 — Американське хімічне товариство — дійсний член;
- 1987 — Європейська академія з питань навколишнього середовища, Німеччина — постійний член;
- 1994 — Академія наук і мистецтв Косова (ASAK) — постійний член;
- Участь у конгресах, конференціях, симпозіумах в США, Великій Британії, Німеччини, Італії, Туреччини, Угорщини, Словенії, Хорватії, Сербії, Албанії, Косова.

## Публікації
- Шкільні підручники для початкової та середньої школи, та університету — 10 в цілому;
- Наукові проекти — 120 в загальній складності.

## Кар'єра
- 1970–1972 — завідувач хімічного факультету Університету Приштини;
- 1970 — професор в Університеті Приштини, хімічний факультет;
- 1992–2001 — член Парламенту Республіки Косово;
- З 1992 — член Генеральної ради Демократичної ліги Косово, з моменту її створення;
- 1994–1998 — генеральний секретар Академії наук і мистецтв Косова (ASAK);
- 1998–2002 — президент Академії наук та мистецтв Косова (ASAK);
- 2001–2006 — спікер Асамблеї Косова.